# Telfs
Telfs è un comune austriaco di 15 361 abitanti nel distretto di Innsbruck-Land, in Tirolo, del quale è centro maggiore; ha lo status di comune mercato (Marktgemeinde).
La sua località Mösern è nota per la presenza della Friedensglocke des Alpenraumes ("Campana della pace") e per essere la località dove nel 1972 fu fondata la Comunità di Lavoro delle Regioni Alpine.
Telfs ha ospitato alcune gare della XXII Universiade invernale ed è anche sede di tornei internazionali di tennis e di golf.

## Galleria d'immagini

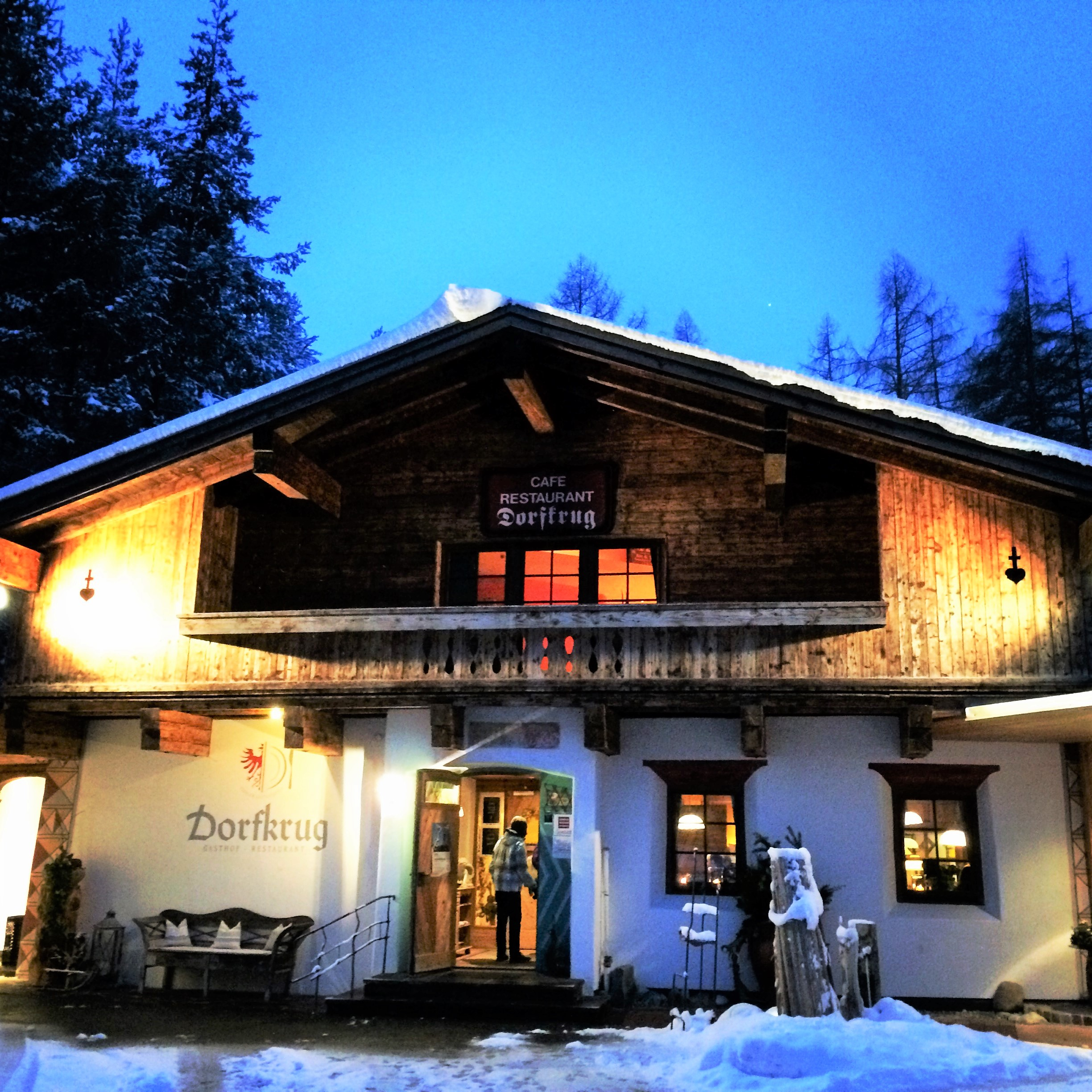
Il rinomato ristorante Dorfkrug nella frazione di Mösern
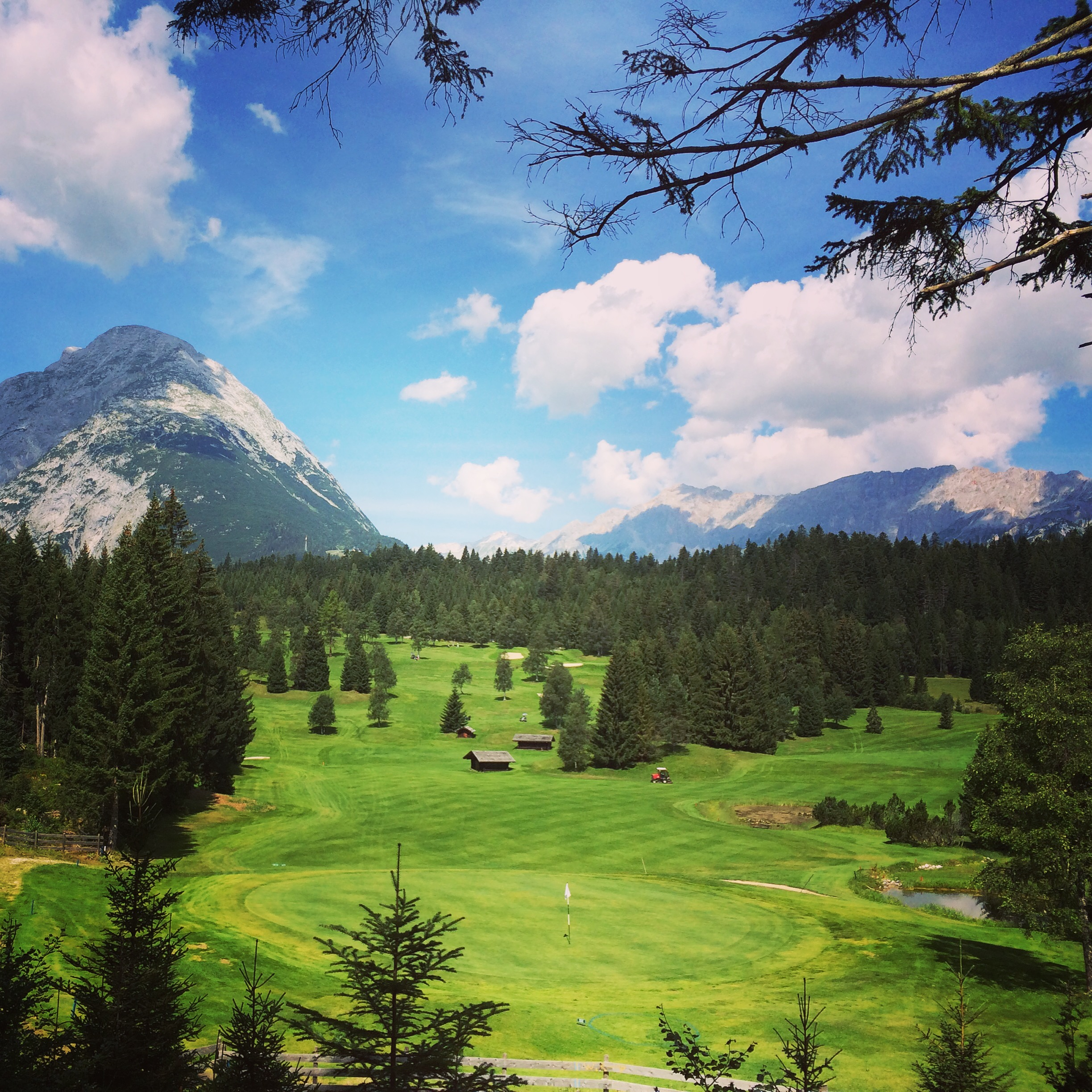
Il Golfplatz nella frazione di Mösern
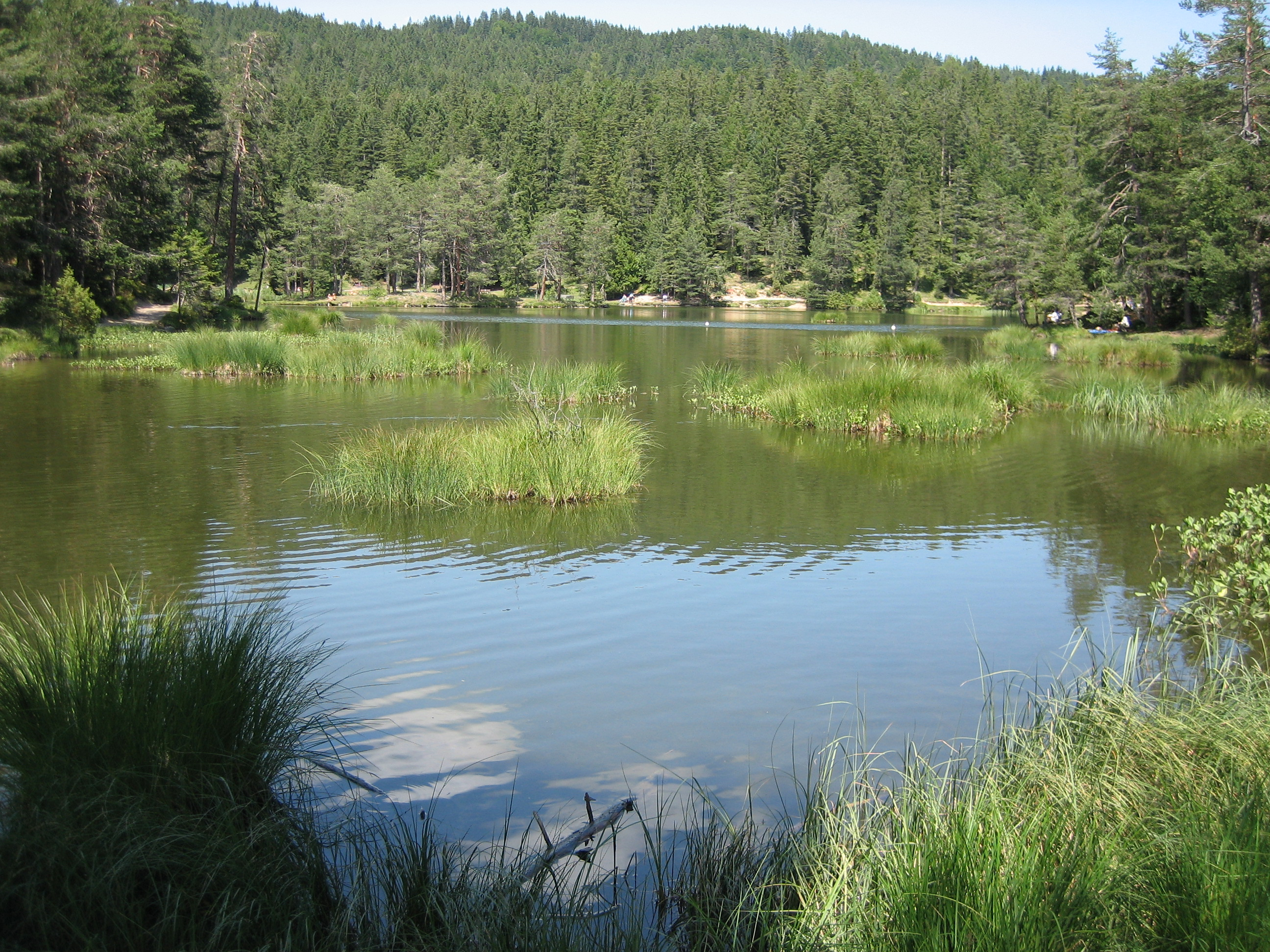
Il Möserer See a Mösern
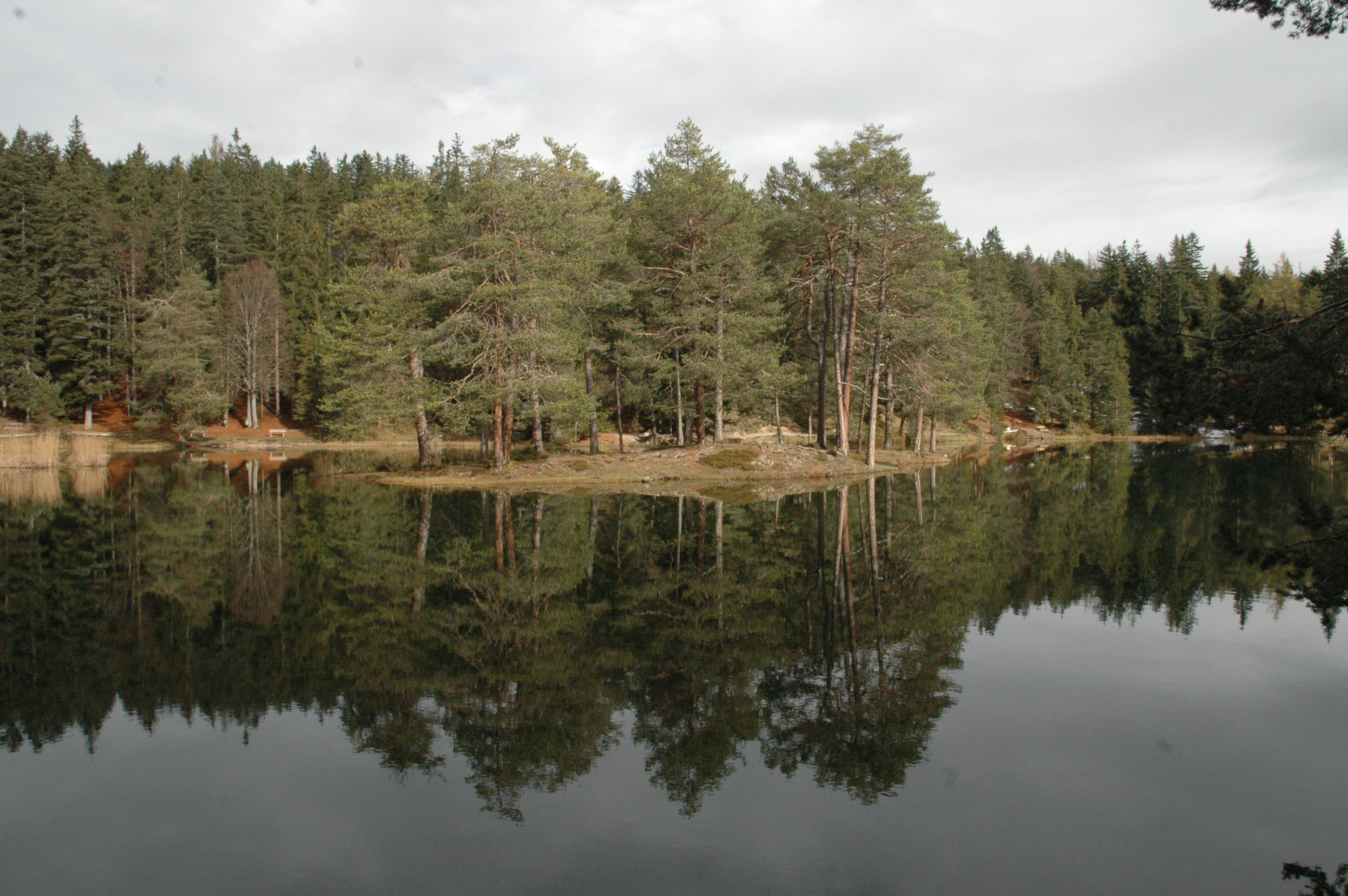
Il Möserer See nei colori autunnali